# Rückert-Lieder
De Rückert-Lieder zijn een vijftal zelfstandige liederen van Gustav Mahler (1860–1911), getoonzet op gedichten van de Duitse dichter Friedrich Rückert (1788–1866).

## Geschiedenis
De liederen dateren grotendeels uit 1901, het jaar waarin Mahler in het huwelijk trad met Alma Schindler. In dezelfde periode kwam de Vijfde symfonie tot stand. Vanaf deze tijd tot de Achtste symfonie zette Mahler uitsluitend gedichten van Rückert op muziek, met name de Kindertotenlieder. Volgens hem was Rückerts werk "lyriek uit de eerste hand" en al het andere "lyriek uit de tweede hand".
De première van vier Rückert-Lieder (zonder Liebst du um Schönheit), samen met de Kindertotenlieder, vond plaats op 29 januari 1905 in Wenen met Mahler zelf als dirigent. De zangers waren de tenor Fritz Schrödter en de baritons Anton Moser en Friedrich Weidemann.
De Rückert-Lieder werden voor het eerst gepubliceerd in 1910 door uitgeverij C.F. Kahnt te Leipzig onder de titel Sieben Lieder aus letzter Zeit, inclusief Revelge en Der Tamboursg’sell (de twee laatste Lieder aus "Des Knaben Wunderhorn"). Er bestaat een versie met pianobegeleiding en een versie met symfonieorkest. De orkestratie van Liebst du um Schönheit is niet door Mahler zelf vervaardigd, maar door Max Puttmann, een medewerker van C.F. Kahnt.

## Teksten
In tegenstelling tot de Kindertotenlieder vormen de Rückert-Lieder geen gesloten cyclus, al worden ze vaak als één geheel uitgevoerd. Men kiest daarbij zelf de volgorde waarin zij worden gezongen.
Rückert schreef tienduizenden gedichten. Zijn Kindertotenlieder omvatten alleen al 536 stuks. Zijn schrijven van gedichten kan min of meer opgevat worden als schrijven in een dagboek, de neerslag van indrukken en invallen van de dag. Het onderstaande gedicht Blicke mir nicht in die Lieder! kan gezien worden als een reflectie van hem als veelschrijver op de waarde van zijn gedichten, die niet allemaal van hoogstaande kwaliteit konden zijn.    
| Blicke mir nicht in die Lieder! | Sla geen blik op mijn gedichten! |
| --- | --- |
| Blicke mir nicht in die Lieder! Meine Augen schlag' ich nieder, Wie ertappt auf böser Tat. Selber darf ich nicht getrauen, Ihrem Wachsen zuzuschauen. Deine Neugier ist Verrat! Bienen, wenn sie Zellen bauen, Lassen auch nicht zu sich schauen, Schauen selbst auch nicht zu. Wann die reichen Honigwaben Sie zu Tag gefördert haben, Dann vor allen nasche du! 14 juni 1901 | Sla geen blik op mijn gedichten! Mijn ogen zal ik neerwaarts richten, Als betrapt op heterdaad. Durf mijzelf niet te vertrouwen, Hun rijpen te aanschouwen. Jullie gluren is verraad! Bijen, als zij cellen bouwen, Vallen ook niet te aanschouwen, Kijken zelf ook niet toe. Als je van de honingraten Je op hun rijkdom kunt verlaten, Tast dan vooral toe! |

| Ich atmet' einen linden Duft | Ik ademde een lindegeur |
| --- | --- |
| Ich atmet' einen linden Duft Im Zimmer stand Ein Zweig der Linde, Ein Angebinde Von lieber Hand. Wie lieblich war der Lindenduft! Wie lieblich ist der Lindenduft, Das Lindenreis Brachst du gelinde! Ich atme leis Im Duft der Linde Der Liebe linden Duft. Juli 1901 | Ik ademde een lindegeur In de kamer stond Een twijg van de linde, Van mijn beminde. Geschikt met lieve hand. Hoe lieflijk was de lindegeur! Hoe lieflijk is de lindegeur, Zacht brak jij wellicht Een tak die je zinde! Ik adem licht In die lucht van de linde. Liefdes lindegeur. |

| Um Mitternacht | Om middernacht |
| --- | --- |
| Hab' ich gewacht Und aufgeblickt zum Himmel; Kein Stern vom Sterngewimmel Hat mir gelacht Um Mitternacht. Um Mitternacht Hab' ich gedacht Hinaus in dunkle Schranken. Es hat kein Lichtgedanken Mir Trost gebracht Um Mitternacht. Um Mitternacht Nahm ich in Acht Die Schläge meines Herzens; Ein einz'ger Puls des Schmerzens War angefacht Um Mitternacht. Um Mitternacht Kämpft' ich die Schlacht, O Menschheit, deiner Leiden; Nicht konnt' ich sie entscheiden Mit meiner Macht Um Mitternacht. Um Mitternacht Hab' ich die Macht In Deine Hand gegeben; Herr über Tod und Leben: Du hältst die Wacht Um Mitternacht! Zomer 1901 | Al wakend doorbracht En opgezien ten hemel; Geen ster uit het gewemel Schonk mij zijn lach Om middernacht. Om middernacht Heb ik gedacht Eruit in ’t duister dat verdicht. Maar géén gedachte die verlicht Heeft troost gebracht Om middernacht. Om middernacht Ik sloeg toen acht Op ’t kloppen van mijn hart; Voelde enkel slagen smart Gestuwd met kracht Om middernacht. Om middernacht Heb ik niet volbracht O mensheid, u te bevrijden; Verlossing uit uw lijden Lag niet in mijn macht Om middernacht. Om middernacht Heb ik de macht U in handen gegeven! Heer over dood en leven: U houdt de wacht Om middernacht! |

| Ich bin der Welt abhanden gekommen | Voor de wereld ben ik voorgoed verloren |
| --- | --- |
| Ich bin der Welt abhanden gekommen, Mit der ich sonst viele Zeit verdorben; Sie hat so lange nichts von mir vernommen, Sie mag wohl glauben, ich sei gestorben! Es ist mir auch gar nichts daran gelegen, Ob sie mich für gestorben hält. Ich kann auch gar nichts sagen dagegen, Denn wirklich bin ich gestorben der Welt. Ich bin gestorben dem Weltgetümmel Und ruh' in einem stillen Gebiet. Ich leb' allein in meinem Himmel, In meinem Lieben, in meinem Lied. 16 augustus 1901 | Voor de wereld ben ik voorgoed verloren, Met haar heb ik voorheen veel tijd verdaan; Ik heb zo lang al niets van mij laten horen, Zij kan wel denken, het is met mij gedaan! Er is mij ook volstrekt niets aan gelegen, Of men mij voor gestorven houdt. Ik kan ook volstrekt niets inbrengen daartegen, Want werkelijk voor de wereld ben ik reeds koud. Ik heb verlaten ’s werelds gewemel, En rust nu in een stil gebied! Ik leef alleen in eigen hemel, In eigen liefde, in eigen lied. |

| Liebst du um Schönheit | Liefde om schoonheid |
| --- | --- |
| Liebst du um Schönheit, O nicht mich liebe! Liebe die Sonne, Sie trägt ein gold'nes Haar! Liebst du um Jugend, O nicht mich liebe! Liebe den Frühling, Der jung ist jedes Jahr! Liebst du um Schätze, O nicht mich liebe! Liebe die Meerfrau, Die hat viel Perlen klar! Liebst du um Liebe, O ja mich liebe! Liebe mich immer, Dich lieb' ich immerdar! Augustus 1902 | Liefde om schoonheid, O bemin mij niet! Houd van het zonlicht, Omkranst met gouden haar! Liefde om prilheid, O bemin mij niet! Houd van de lente, Herboren ieder jaar! Liefde om schatten, O bemin mij niet! Houd van de meermin, Vind glans van parels bij haar! Liefde om liefde, O bemin mij wel! Heb mij altijd lief, Zijn wij eeuwig een paar! Vertaling August Agasi (2017) |